# UMAR (associação)
A UMAR – União de Mulheres Alternativa e Resposta é uma associação portuguesa dos direitos das mulheres, criada em 1976. O significado original do acrónimo UMAR era União de Mulheres Antifascistas e Revolucionárias, mas, em 1989, o nome da associação mudou para Movimento para a Emancipação Social das Mulheres Portuguesas e, em 1999, assumiu a designação atual.
A associação surgiu por iniciativa de militantes da União Democrática Popular (UDP), um partido político de Esquerda, todavia, sempre teve autonomia face à direção do partido, considerando-se um movimento independente, e que se manteve intacto após a dissolução do partido.